# Six months ago
Héroes (En español Hace seis meses o Seis meses atrás) es una serie de televisión estadounidense de los géneros ciencia ficción y drama creada por Tim Kring, que se emitió en la NBC con un total de cuatro temporadas desde el 25 de septiembre de 2006 hasta el 8 de febrero de 2010. La serie narra la historia de gente ordinaria que descubre que tiene poderes sobrehumanos, y cómo esto afecta la vida de los personajes. Six months ago, también es el nombre de un episodio de la primera temporada de la serie. 

## Argumento
En el episodio, Hiro intenta hacer todo lo posible por advertirle a Charlie que no vaya a su trabajo el “día siguiente”, pero al enterarse de la fecha de su cumpleaños, se da cuenta de que se encuentra en lo que vivió seis meses antes.  Producto de esta extraña situación, no duda en advertir el peligro que le espera otorgándole a Hiro un manual de inglés-japonés con la intención que aprenda a comunicarse mejor e inclusive que sea capaz de manifestar su poder.  Mientras se dedica a fabricar Origamis y con Charlie aún escéptico, Hiro decide confesar sus sentimientos hacia él.  
Por otra parte, Chandra Suresh va a la relojería de Gabriel Gray asegurándole que él puede ser "especial". Gabriel, entusiasmado por considerarse a lo largo de su vida un "inútil" se entusiasma con esta sitaución. Al momento que Sylar no pasa ninguna prueba se molesta y destroza la lista de Chandra descubriendo la dirección de un tal Bryan Davis. Más tarde, en la relojería se presentan Bryan y Gabriel, pero este como Gabriel Sylar. Una vez que ve los poderes de Bryan le dice que él no sirve y que ahora comprende, le garantiza que solucionará su problema, matándolo instantáneamente. Luego este le enseña sus poderes adquiridos recientemente, pero Chandra Suresh lo marca como paciente cero y Sylar pone su mirada en humanos evolucionados. 
Nikki, quien está en una conferencia de alcohólicos, es visitada inesperadamente por su padre, quien desea redimirse por todo lo que le hizo, pero ella no recuerda nada de su niñez salvo su relación con su hermana Jessica; de todas formas, su padre llega a su residencia para conocer a su yerno y nieto, pero se molesta cuando este desarma su laptop, y se marcha intentando darle a Nikki un cheque. Entonces Jessica se manifiesta y le reclama a su padre la disculpa que ella merece revelándose que él era un alcohólico que la abofeteaba y que la mató. Ella toma el cheque y se lo devuelve haciéndole jurar que no volvería a visitar nunca más. 
Peter está en una fiesta por convertirse en enfermero a la cual asisten Nathan y su esposa Heidi. Más tarde cuando ellos ya se retiran, son atacados por matones de Linderman y queriendo sacar el auto de la carretera ocasionan un choque con Heidi, pero Nathan sale ileso gracias a su habilidad. 
Eden está conduciendo un auto cuando es detenida por Matt, pero antes de que Matt la toque usa su habilidad de la persuasión para convencerlo de que vaya a comer donas, distrayéndolo de la principal que sería el de estudiar para su examen de detective. Eden entonces trata de escapar pero es atrapada por el haitiano. Más tarde, es reclutada por Noah y le ofrece otra vida, pero a cambio ella debe hacerle el favor de borrar el nombre de Claire de la lista de Chandra.